# Cal Segimon (Sanaüja)
Cal Segimon és un edifici del municipi de Sanaüja (Segarra) que forma part de l'Inventari del Patrimoni Arquitectònic de Catalunya.

## Descripció

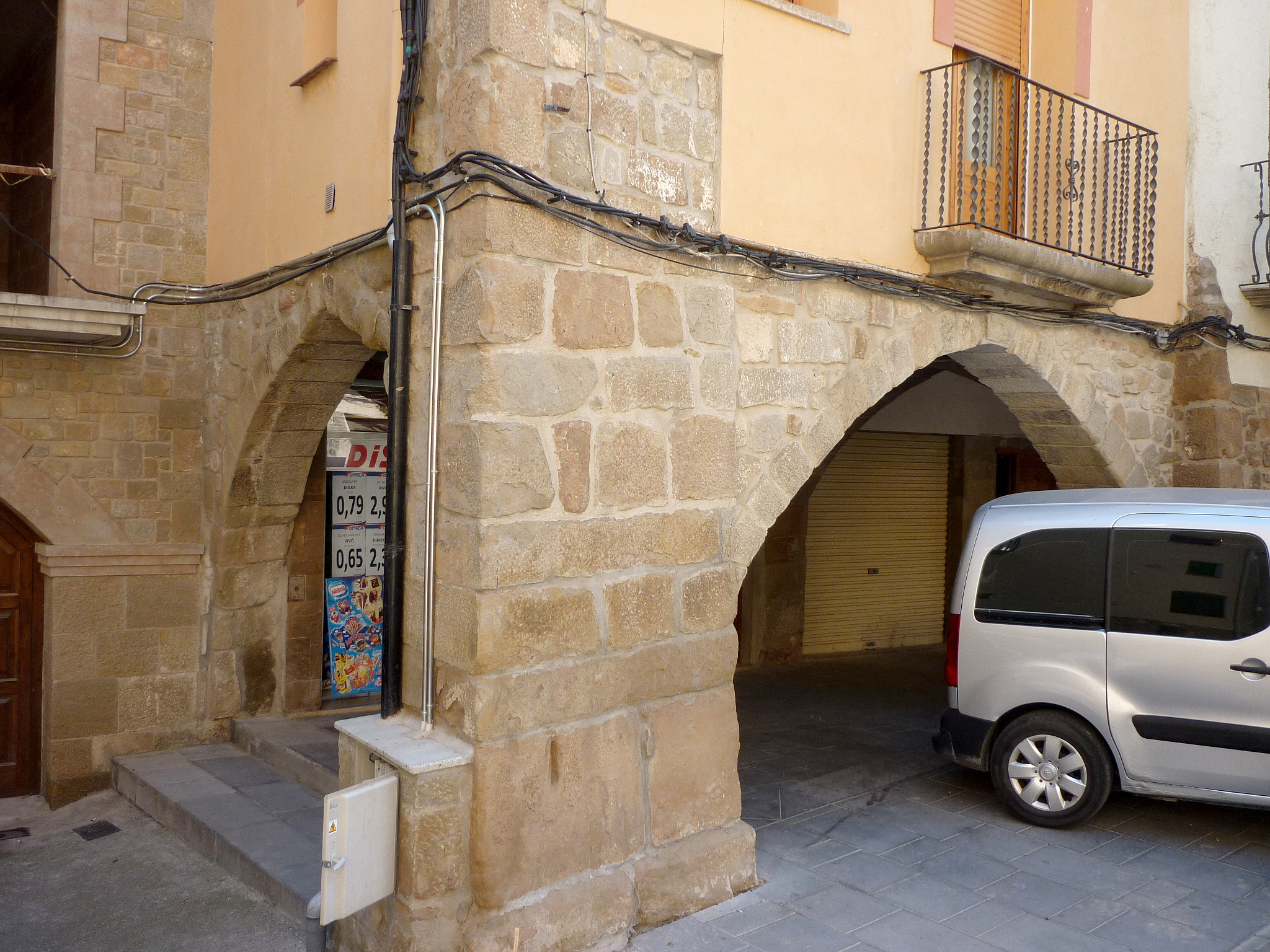
El Porxo

És un habitatge unifamiliar situat a un extrem del sector sud de la plaça Major de Sanaüja. L'edifici de planta rectangular se'ns presenta estructurat a partir de planta baixa, primer i segon pis, i coberta a doble vessant. Destaquem l'estructura arquitectònica del porxo que cobreix actualment l'accés a un establiment comercial de queviures (Supermercat Disbo), i la porta d'ingrés a l'habitatge, ambdós situats a la planta baixa. Aquest porxo és la part més antiga de la casa i ha respectat la seva fisonomia original. Tanmateix, el primer i segon pis, s'han reformat al llarg del temps. Finalment, la façana principal de l'habitatge presenta un parament arrebossat i pintat de color teula, ressaltant el dibuix d'un guardapols decorant totes les obertures.